# Cathédrale Notre-Dame de Kita
Cette  cathédrale n’est pas la seule cathédrale Notre-Dame.
La cathédrale Notre-Dame est une cathédrale catholique construite dans la ville malienne de Kita dans la région de Kayes.
Kita est la principale ville du catholicisme au Mali, et un lieu de pèlerinage annuel depuis 1966.